# Phacelia nemoralis
Phacelia nemoralis är en strävbladig växtart som beskrevs av Edward Lee Greene. Phacelia nemoralis ingår i Faceliasläktet som ingår i familjen strävbladiga växter. Utöver nominatformen finns också underarten P. n. oregonensis.